# Aszteasz
Aszteasz az i. e. 4. század második felében Dél-Itáliában, Paestumban, vörösalakos technikával alkotó görög vázafestő volt. Szignált vázái miatt egyike a kevés név szerint is ismert ókori vázafestőnek. Pontos születési és halálozási dátuma nem meghatározható, munkássága i. e. 350 és 320 közé tehető. Egyike volt a paestumi központ legjelentősebb alkotóinak, a paestumi vázafestészetre jellemző stílusjegyek kialakítása nagyrészt az ő munkásságának köszönhető.

## Korai munkái
Aszteasz szoros munkakapcsolatban állt a központ másik fontos egyéniségével, a nála valamivel fiatalabb Pütonnal. Püton munkáira annyira hatott Aszetasz stílusa, hogy különösen a kisebb edények esetében nehéz megkülönböztetni melyikük alkotásáról van szó.
Aszteasz korai ábrázolásai meglehetősen hasonlítanak egymáshoz. A vázák előoldalán általában két alak jelenik meg, egyikük legtöbbször Dionüszosz, a hátoldalon két felöltözött fiatal férfi látható köpenyük szélén fekete szegéllyel. A Dionüszosz által viselt borostyánkoszorú jellegzetes paestumi diszítőelem. Harangkratérek mellett hüdriákat is festett általában két-három alakból álló kompozíciókkal és nagy fejekkel (főleg női fejekkel) a fogók alatt. Ezek a korai munkái egyértelműen elkülöníthetőek későbbi szignált vázáitól. Az úgynevezett Aszteasz-virág számos korai és késői munkáján is megjelenik, többek között egy-egy szignált lékhütoszon, hüdrián, és kratéren. A léküthosz és a Berlinben őrzött kratér az első szignált alkotásai közé tartozhatnak és az i. e. 4. század közepére datálhatók.

### Szignált vázák

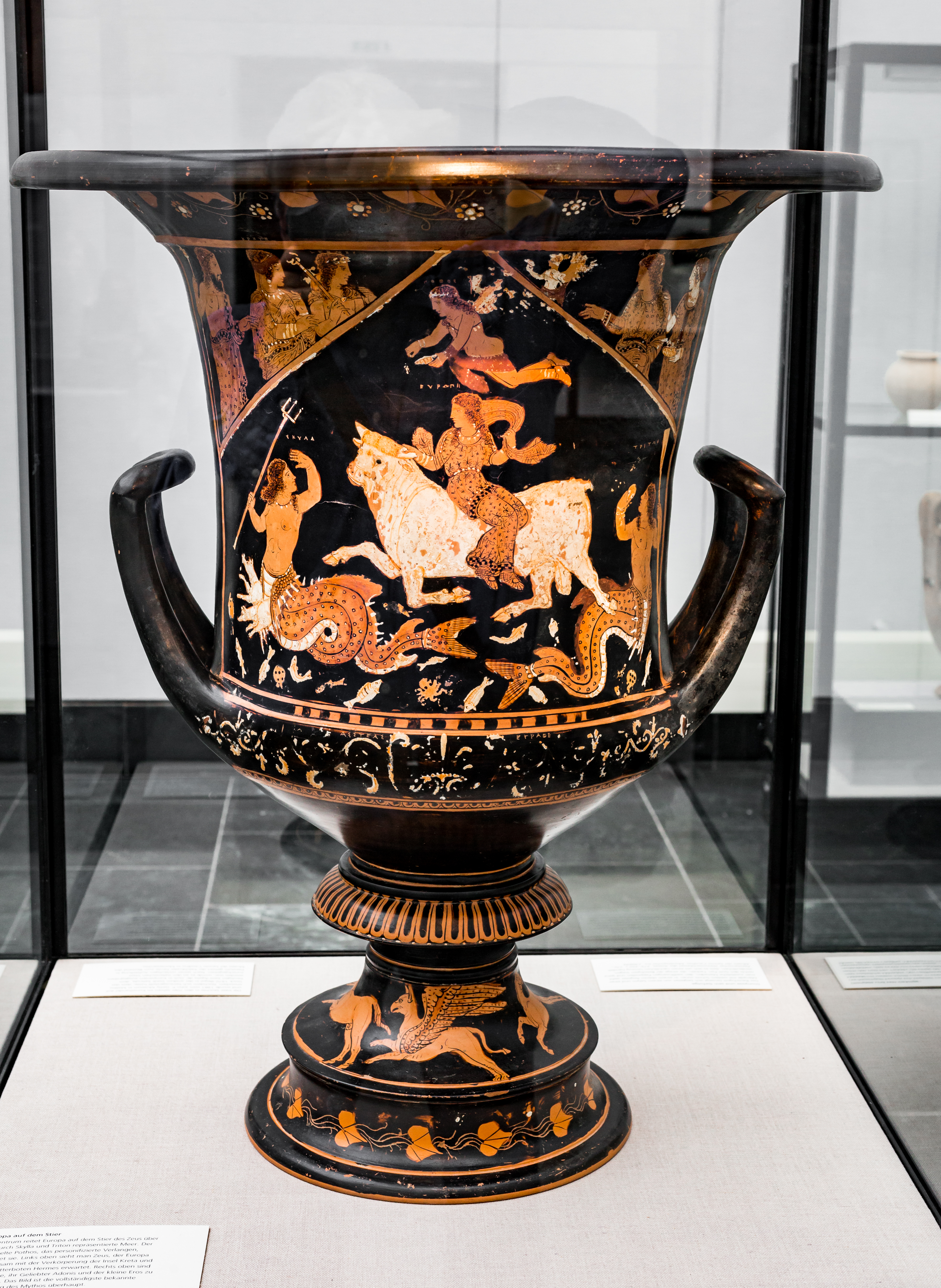
Európa elrablása

Aszteasztól tizenegy szignált váza maradt ránk, a legtöbbjük meglehetősen rossz állapotban van. Ötöt töredékekből állítottak össze és így is hiányosak, két másik (Buccinóból előkerült edény) csak töredékeiben ismert. Nagyobb méretű edények sokalakos díszítéssel, ahol a főalakot felirat azonosítja. Közülük kettő (Berlin és Róma, Villa Giulia) színházi előadáshoz kötődik, phülax-jelenetet ábrázolnak rendkívüli humorral és éleslátással. Ezek dél-itáliai területeken meghonosodott egyfajta burleszk előadások voltak, ahol kifigurázták a mitológiai történeteket. Két másik edény és egy hüdria Agropoliból valamilyen módon szintén kapcsolatban hozható a színházzal mivel a képen a színpad hátuljához hasonló épületelem jelenik meg és a felső részen ábrázolt mellképeken Euripidész drámáinak szereplői láthatók. 
A többi váza mitológiai jelenetet ábrázol, Európa elrablása, Phrixosz és Hellé az aranyszőrű koson, Héraklész a Heszperidák kertjében stb. A Buccinóból előkerült töredékek Dionüszosz kultuszához köthetők. Mitológiai jeleneteit legtöbbször két sávban rajzolta meg, a fő jelenet az alsó sorba került, amit felülről istenek és segítők figyelnek. Ettől eltér az Európa elrablása jelenet amit egy  ötszög alakú keretbe illesztett és a Heraklész a Heszperidák kertjében kép, amit a középen álló almafa függőlegesen oszt két részre. Szignált vázái hátoldalán legtöbbször Dionüszosz-jelenetet ábrázolt. A nagyobb edényeken két sávban, a felsőben mellszobrokat az alsóban meglehetősen sablonos módon Dionüszoszt, egy szatírt és egy menádot. 
Szignált vázái gyakran túl ambiciózusak, legszebbek egyszerűbb alkotásai, ahol a kevésbé bonyolult kompozíció miatt (két vagy három figura) az alakok sokkal élettelibbek és mozdulataik is életszerűbbek. Aszteasz meglehetősen jól rajzolta meg a drapériákat, de sokszor túl kidolgozottak, amitől nehéznek és élettelennek tűnnek, ugyanez jellemző az arcokra is, amik időnként kifejezéstelenek.

## Késői munkái

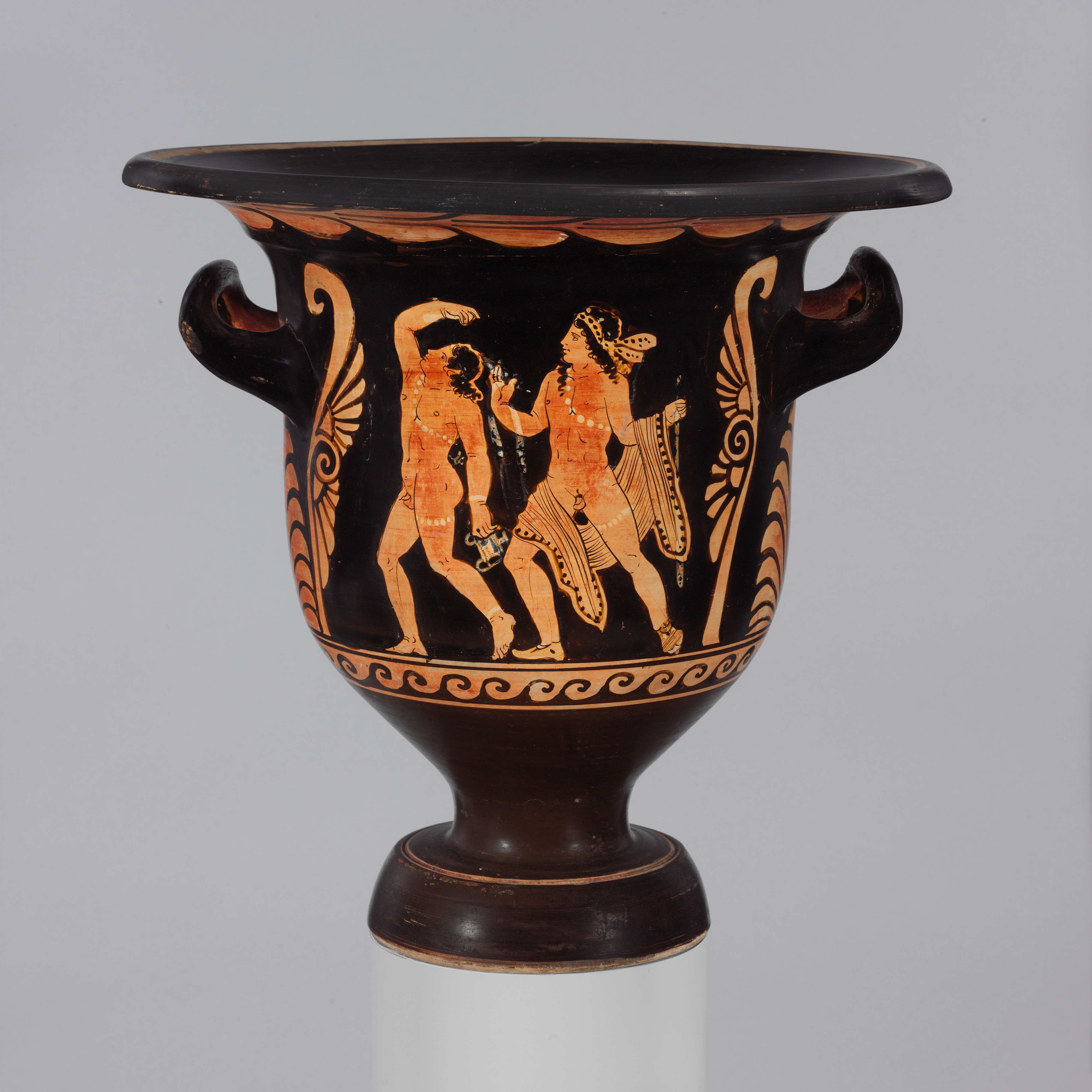
Harang-kratér, MET, New York

Későbbi munkásságához számos szignó nélküli váza köthető. Két fő csoportra oszthatók, az egyik csoport a szignált vázái bonyolultabb kompozícióit követik a másik csoportba a korábbi, két-három figurát megjelenítő képei tartoznak. 
Az első csoportba tartozik néhány Dionüszosz-jelenet, mitológiai témák például Apollón és Marszüasz története, Parisz ítélete valamint a Gaudo-sírból előkerült vázák közül néhányon vörös szegéllyel és fehér pontokkal díszített fekete ruhát viselő nőalakok. Az egyik Parisz ítélete-jelenet egy Paestumban nagyon ritkán előforduló voluta-kratéron található. Ehhez a csoporthoz tartozó edényein a figurák öltözéke rendkívül díszes. 

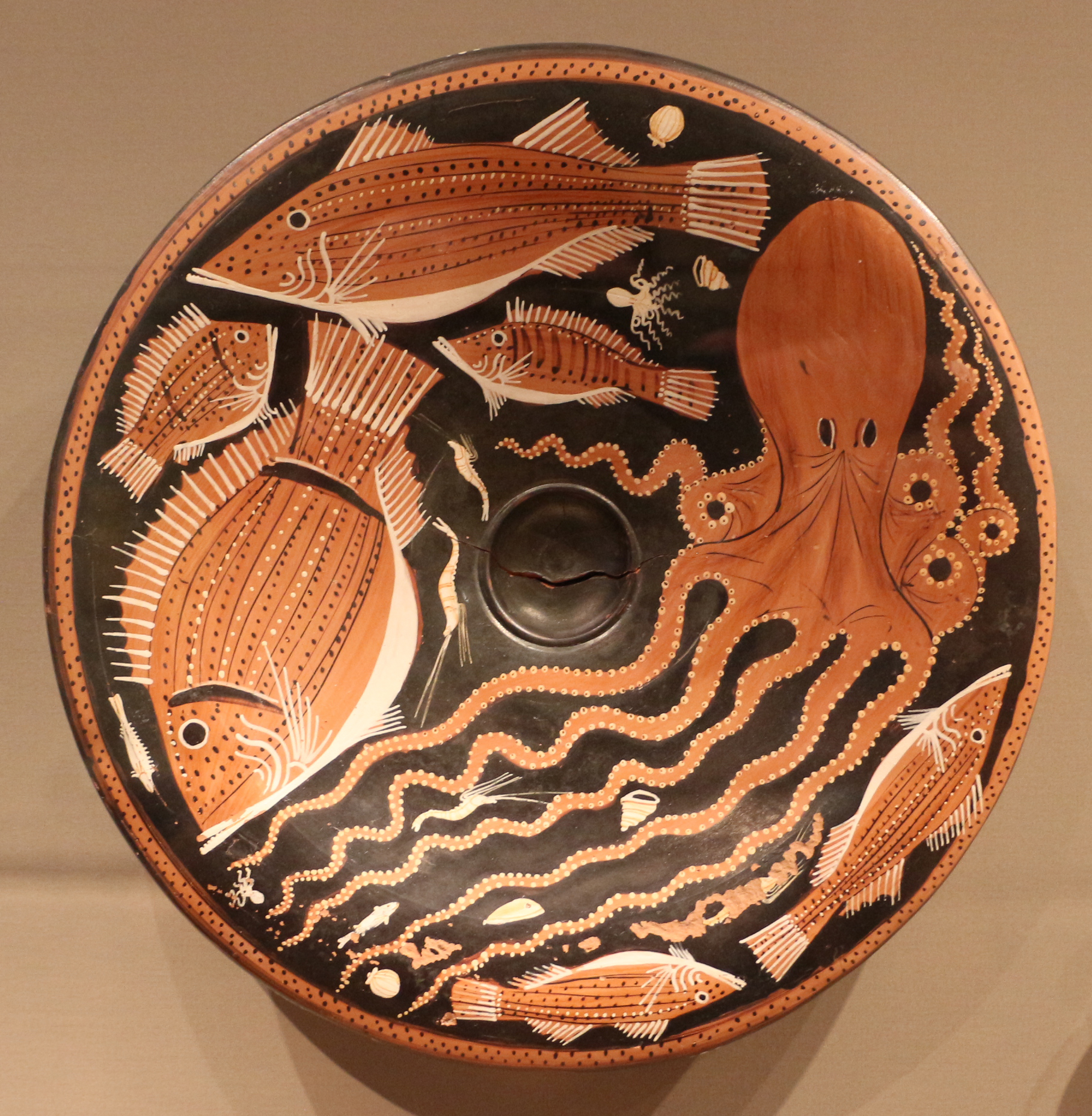
Halas-tál Aszteasz és Püton műhelyéből

Egyszerűbb képei legtöbbször harang-kratéreken és lebész gamikoszokon láthatók. A kratérek előoldalán legtöbbször két figura jelenik meg, általában Dionüszosz és egy követője, esetleg egy phülax-színész. Legjobb phülax-jelenete is ilyen vázára készült, egy meglehetősen profán ábrázolás ahol a szerelmes, egy ablakkeretben látható nőalakra (Alkméné?) néző Zeuszt fejével egy létra fokai között ábrázolta. Lebész gamikoszaira legtöbbször két nőalakot festett egy medence mellett esetleg fölöttük egy kis Erósszal. Ez a jelenet valószínűleg a menyasszonyi rituálékkal hozható összefüggésbe. Munkásságának ehhez a korszakához tartozik néhány más edényforma is, köztük léküthoszok, oinokhoék és csészék.
Karrierje későbbi szakaszában dolgozott együtt a két másik jelentős paestumi mesterrel, az Aphrodité-festővel, akinek munkáin először jelenik meg az apuliai hatás a paestumi vázafestészetben, valamint A bostoni Oresztész festőjével. A bostoni Oresztész festőjének munkássága összekötő kapocsként értékelhető az Aszteasz-Püton műhely késői termékei és a késői paestumi mesterek munkái között.
Az Aszteasz-Püton műhelyben több mint ötszáz darab kisebb jelentőségű fazekasáru is készült és számos „halas-tál” is ismert. A nagyobb méretűek  (27 – 33 centiméter átmérőjűek) különösen magas színvonalúak, Aszteasz munkái lehetnek. Jellegzetes díszítőelemük egy nagy szemű ovális testű, tekergőző karokkal ábrázol polip. A tálak egy részén a külső peremnél borostyánkoszorú, a belső mélyedés körül hullámvonalas díszítés látható.